# 科索沃波列車站
科索沃波列車站是科索沃普里什蒂納州科索沃波列的一座鐵路車站。科索沃波列車站是科索沃最大的火車站，也是科索沃鐵路公司的總部及科索沃鐵路博物館所在地。科索沃波列位於科索沃首都普里什蒂納西南8公里處，科索沃波列車站也是服務普里什蒂納的主要車站之一。